# Barbora Sagová
Barbora Sagová (ur. 27 stycznia 1988 w Bratysławie) – słowacka wioślarka.

## Osiągnięcia
- Mistrzostwa Świata Juniorów – Banyoles 2004 – dwójka podwójna – 17. miejsce[1].
- Mistrzostwa Świata Juniorów – Amsterdam 2006 – dwójka podwójna – 15. miejsce[1].
- Mistrzostwa Świata U-23 – Glasgow 2007 – jedynka wagi lekkiej – 17. miejsce[1].
- Mistrzostwa Świata U-23 – Račice 2009 – jedynka wagi lekkiej – 13. miejsce[1].
- Mistrzostwa Świata U-23 – Brześć 2010 – jedynka wagi lekkiej – 9. miejsce[1].
- Mistrzostwa Europy – Montemor-o-Velho 2010 – jedynka wagi lekkiej – 9. miejsce[1].